# 하트스트링스
《하트스트링스》(Le coeur en braille, Heartstrings)는 프랑스에서 제작된 미셸 부제나 감독의 2017년 코미디, 드라마 영화이다. 알릭스 베일로트 등이 주연으로 출연하였고 시도니 뒤마 등이 제작에 참여하였다. 프랑스의 소설 Le Coeur en Braille에 기반을 둔다. 2016년에 개봉되었다.

## 출연

### 주연
- 알릭스 베일로트
- 장-스탄 뒤 파크

### 조연
- 샤를스 베르링
- 파스칼 엘비
- 플로랑스 게랭

## 기타
- 의상: 캐서린 마챈드